# Mimosa didyma
Mimosa didyma är en ärtväxtart som beskrevs av Vell. Mimosa didyma ingår i släktet mimosor, och familjen ärtväxter. Inga underarter finns listade i Catalogue of Life.